# يوهان أوغوست أبل
يوهان أوغوست أبل (17 سبتمبر 1771 - 9 أغسطس 1816) (بالألمانية: Johann August Apel) روائي وحقوقي ألماني، ولد أبل وتوفي في مدينة لايبزيغ. قام هو وفريدريش لاون بتأليف «كتاب الشبح» (Gespensterbuch) وهو عبارة عن مجموعة من قصص الأشباح والقصص الشعبية نشر في خمسة مجلدات في الأعوام من 1811 وحتى 1915. القصة الأولى في هذه المجموعة (Freischütz) تتحدث عن قناص سحري، ومن وحي هذه القصة ألف يوهان فريدريش كيند وكارل ماريا فون فيبر في عام 1821 أوبرا تحمل نفس عنوان القصة.
قصص أخرى للمؤلف ألهمت كلاً من جون ويليام بوليدوري لكتابة القصة القصيرة «مصاص الدماء» (The Vampyre)، وكذلك ماري شيلي في روايتها الشهيرة «فرانكنشتاين» (Frankenstein)، والذي شكل فيما بعد ما يعرف بالرعب القوطي.

## وصلات خارجية
- يوهان أوغوست أبل على موقع ميوزك برينز (الإنجليزية)